# Calathea cartaractarum
Calathea cartaractarum är en strimbladsväxtart som beskrevs av Karl Moritz Schumann. Calathea cartaractarum ingår i släktet Calathea och familjen strimbladsväxter. Inga underarter finns listade.